# L'Or et le Cuivre
Albums de Gilles Servat
Chantez la vie, l'amour et la mort
(1977) Hommage à René Guy Cadou
(1980)
L’Or et le Cuivre est le septième album studio de Gilles Servat, paru en 1979 chez Kalondour. Ce 33 tours n’a jamais été réédité en CD. 

## Titres de l'album
1. L’Or et le Cuivre (Gilles Servat) - 5:32
2. Les Embrasser (Gilles Servat) - 5:23
3. Mon amour de fin d'été (Gilles Servat) - 5:43
4. Pouvoirs (Gilles Servat) - 5:32
5. Étrange Douceur (Gilles Servat) - 2:47
6. Atome Sweet Atome (Gilles Servat) - 3:47
7. Propos séditieux (Gilles Servat) - 4:04